# Sergio Unrein
Sergio Ezequiel Unrein (Santiago del Estero, 16 giugno 1991) è un calciatore argentino, attaccante svincolato.

## Carriera
Nel 2017 ha giocato sei partite nella fase a gironi della Coppa Libertadores con lo Zulia.

## Palmarès

### Club

#### Competizioni nazionali
- Coppa del Venezuela: 1

Zulia: 2016

### Individuale
- Capocannoniere della Coppa Libertadores Under-20: 1

2011 (4 reti)